# Seth Saarinen
Seth Saarinen (Helsinki, 5 maggio 2001) è un calciatore finlandese con cittadinanza svizzera, difensore del De Graafschap.

## Biografia
È in possesso della cittadinanza svizzera grazie alle origini della madre.

## Carriera
Cresciuto nel settore giovanile dell'HJK, nel 2017 si trasferisce allo Zurigo; dopo pochi mesi fa ritorno al club di Helsinki, andando a giocare per il Klubi 04.
L'11 dicembre 2019 viene tesserato dall'Haka, con cui si lega con un annuale; il 6 settembre 2020 prolunga con i bianconeri per due ulteriori stagioni. Il 3 novembre 2022 firma un biennale con il KuPS, con cui vince una Coppa di Finlandia e uno scudetto.
Il 7 settembre 2024 si accorda con il De Graafschap, con cui firma un contratto di due anni e mezzo, valido a partire dal gennaio successivo.

## Statistiche

### Presenze e reti nei club
Statistiche aggiornate al 25 novembre 2024.
| Stagione        | Squadra         | Campionato      | Campionato | Campionato | Coppe nazionali | Coppe nazionali | Coppe nazionali | Coppe continentali | Coppe continentali | Coppe continentali | Altre coppe | Altre coppe | Altre coppe | Totale | Totale |
| Stagione        | Squadra         | Comp            | Pres       | Reti       | Comp            | Pres            | Reti            | Comp               | Pres               | Reti               | Comp        | Pres        | Reti        | Pres   | Reti   |
| --------------- | --------------- | --------------- | ---------- | ---------- | --------------- | --------------- | --------------- | ------------------ | ------------------ | ------------------ | ----------- | ----------- | ----------- | ------ | ------ |
| 2018            | Klubi 04        | Y               | 2          | 0          | CF              | 0               | 0               | -                  | -                  | -                  | -           | -           | -           | 2      | 0      |
| 2019            | Klubi 04        | K               | 20         | 1          | -               | -               | -               | -                  | -                  | -                  | -           | -           | -           | 20     | 1      |
| Totale Klubi 04 | Totale Klubi 04 | Totale Klubi 04 | 22         | 1          |                 | 0               | 0               |                    | -                  | -                  |             | -           | -           | 22     | 1      |
| 2020            | Haka            | VL              | 12         | 0          | CF              | 6               | 1               | -                  | -                  | -                  | -           | -           | -           | 18     | 1      |
| 2021            | Haka            | VL              | 19         | 2          | CF              | 2               | 0               | -                  | -                  | -                  | -           | -           | -           | 21     | 2      |
| 2022            | Haka            | VL              | 26+2       | 1          | CF+CdL          | 4+5             | 0               | -                  | -                  | -                  | -           | -           | -           | 37     | 1      |
| Totale Haka     | Totale Haka     | Totale Haka     | 57+2       | 3          |                 | 17              | 1               |                    | -                  | -                  |             | -           | -           | 76     | 4      |
| 2023            | KuPS            | VL              | 24         | 3          | CF+CdL          | 3+6             | 0               | UECL               | 2                  | 0                  | -           | -           | -           | 35     | 3      |
| 2024            | KuPS            | VL              | 19         | 1          | CF+CdL          | 5+7             | 0               | UCoL               | 1                  | 0                  | -           | -           | -           | 32     | 1      |
| Totale KuPS     | Totale KuPS     | Totale KuPS     | 43         | 4          |                 | 21              | 0               |                    | 3                  | 0                  |             | -           | -           | 67     | 4      |
| Totale carriera | Totale carriera | Totale carriera | 122+2      | 8          |                 | 38              | 1               |                    | 3                  | 0                  |             | -           | -           | 165    | 9      |

## Palmarès

### Club

#### Competizioni nazionali
- Coppa di Finlandia: 1

KuPS: 2024
- Campionato finlandese: 1

KuPS: 2024